# Dorcadion cephalotes
Dorcadion cephalotes là một loài bọ cánh cứng trong họ Cerambycidae.